# 佛子岭水库
佛子岭水库（英文：Foziling Reservoir），亦称佛子岭水电站，位于中国安徽省西部大别山区淠河上游，六安市霍山县境内。是集蓄洪、灌溉、航运、发电、养殖等为一体的大型水利工程，也是治淮工程与淠史杭灌区工程的重要组成部分。该工程于1952年1月开工建设，至1954年11月工程竣工，历时2年又10个月，是中华人民共和国成立后兴建的第一个大型水利水电项目，中国官方将它称为“新中国第一坝”，其规模在当时也是全亚洲最大的。今日它已成为当地的风景旅游名胜。

## 建设背景
淮河自古以来水情复杂，历经黄河夺淮和常年战乱失修等因素影响，水患频繁、旱涝无常，又受以其难以治理出名，为人称为“害河”，而流域内人口众多，土地肥沃，城镇密集，一旦水害损失巨大。1950年夏，淮河流域连降暴雨，引发洪涝灾害，皖北地区大面积受灾。此次水灾对中共中央的决策起了非常大的影响，周恩来主持政务院会议并颁布了《关于治理淮河的决定》，以“蓄泄兼筹”作为淮河治理方针，淮河治理成为了之后水利工作的长期重点，同年治淮委员会在蚌埠成立。1950年至1957年，即“国民经济恢复”和“一五计划”建设期间，新政权开始了大规模的基础设施建设，在“大兴水利”“水利是农田的命脉”等毛泽东思想的指导下，水利建设得到更多的重视。1951年5月，中央组织治淮视察团去治淮工地视察，毛泽东作出了“一定要把淮河修好”这一著名指示，在淮河的南源皖西大别山区修建以大型水库为龙头的山谷水库群的计划被写入了治淮方略。
淠河是淮河的一条重要支流，“每逢汛期，十年九灾”，治淮委员会工程部在进行多次查勘后决定在霍山县县城南17公里，佛子岭镇南2.5公里淠河东源上修建水库蓄洪，佛子岭水库这一重点工程很快得到了国家计委和水利部的批准。继佛子岭水库之后，该地区又有磨子潭水库、响洪甸水库、梅山水库和龙河口水库四座水库陆续被建设，形成了淠史杭灌区。

## 建设历程

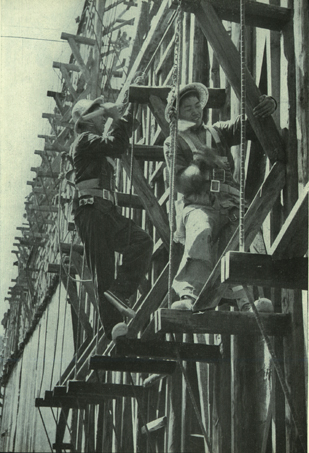
佛子岭水库工地

工程系治淮委员会佛子岭水库工程指挥部，著名水利专家汪胡桢设计。建坝之初曾经就大坝型的选择在石坝、土坝、重力坝、平板坝和连拱坝等方案中产生争论，而工程指挥汪胡祯建议采取钢筋混凝土连拱坝，认为“省水泥、省钢筋、省人工，多快好省”。但这个方案受到了包括苏联专家等在内的一些人的反对，因为当时世界上仅有两座连拱坝的建造先例，一座在美国，一座在阿尔及利亚，且由于建国初期西方的封锁，无法得到相应的资料可供参考，选用连拱坝方案在技术上有着相当大的风险性。此外水库位于地震区，该结构方案的抗震能力还是未知数。但最终水利部确定在打渔冲口上游150 米的坝址处采用钢筋混凝土连拱坝方案，佛子岭水库至今仍是世界上采用连拱坝不多的几个例子之一。
1951年年底，六安至佛子岭公路通车，指挥部开始由各方调配人员，民工多来自皖西北六安、阜阳等地，并从江苏、上海等地招聘技术工人，次年清基工程正式开工。1952年7月，刚在寿县完成土改的解放军第90师改编为水利第一师参加了水库建设。大坝从1952年7月开始浇筑坝身混凝土，至1954年9月浇筑完成，11月工程竣工。大坝围堰曾在1953年洪水中被冲毁，工程一度停工。1954年6月，在工程即将竣工时发生了里氏5.25级地震，坝体未出现破坏现象，但一些观点猜测此地震可能由水库的建设所引发。工程的建设期间正值朝鲜战争和国内剿匪斗争进行之中，国内环境复杂，建设过程曾抓获十余名空降来破坏工程的国民党特务人员。
整个工程的土石方挖填量约99万立方米，混凝土浇筑量约23.9万立方米，耗用水泥6.3万吨，钢材8010吨。

## 工程概况

毛泽东在合肥参观佛子岭水库模型

水库枢纽工程由拦河坝、溢洪道、输水钢管、发电厂四部分组成。拦河坝与溢洪道由一山隔开，左岸拦河坝为钢筋混凝土连拱坝，坝高74.4米，高程128.46米，防浪墙顶高程129.6米（1982年分别加至75.9米、129.96米、131.06米）。坝顶长510米，顶宽1.8米。由20个垛、21个拱（个拱直径13.5米）及两端接岸重力坝段组成，连拱坝的拱与垛均为薄壁轻型结构，上部厚0.5至0.6米，下部不超过2米。右岸溢洪道，共6孔，单孔净宽10.6米，最大泄洪流量7540立方米每秒。坝身3道泄洪钢管，最大泄洪量225立方米每秒，初建5道发电钢管，后扩至6道，坝后式电站，发电厂有新老厂房各一座，共安装七台水轮发电机组，总装机3.1万千瓦，多年平均年发电量1.24亿千瓦时。
佛子岭水库控制流域面积1840平方公里（后由于磨子潭水库建成蓄水，实际控制流域面积降为1270平方公里）。设计洪水位125.97米，相应库容4.05亿立方米，校核洪水位129.83米，相应库容4.96亿立方米；水库设计正常蓄水位125.56米，汛期限制水位122.56米。现状防洪能力仅达到400年一遇。为确保大坝安全，防御1000年一遇洪水，1994年以后，将汛限水位降至112.56米，严重影响了灌溉和发电。
1955年建成之初，水库管理处隶属治淮委员会领导。历经数次变革，今天的水库管理机构为“佛子岭水电站”，隶属安徽省电力工业局。

## 库区移民
佛子岭水库淹没区当时以设计洪水位128.26米为准。淹没区面积22.63平方公里，淹地8592亩，迁移人口9148人，拆迁房屋6048间。淹没前库区内河谷平川、土地肥沃、物产丰富，淹没后库区居民被就近迁至附近山区，山区资源短缺，耕地匮乏的自然条件对这些以农耕经济为生的移民经济生活造成了相当的影响。六安地区下辖6县皆为国家级贫困县，但水库群的修建并非导致贫困的直接原因。

## 加固与修复
大坝在1954年刚竣工后就出现了垛墙裂缝，并且不断发展，对此采取了沥青灌缝措施。由于该工程是共和国历史上所建第一个大型水利工程，水文资料与设计经验匮乏，材料紧缺等条件限制，造成了大坝的应力计算不足，设计防洪标准偏低等问题，在日后的运行过程中逐渐暴露。最严重的是1969年7月，流域内普降暴雨，加之运行管理不当，大坝漫水1.08米，两岸山坡和坝垛后部基岩遭到严重冲刷，坝后电力设备被冲毁。所幸大坝是钢筋混凝土结构，未造成板桥水库溃坝的悲剧。
大坝自竣工投入使用以来一共经历了三次大修，分别如下。
- 第一次：1965年6月－1968年10月。由于坝体出现裂缝，钢管发生气蚀和震动等问题放空水库水，对大坝及泄洪钢管进加强拱浇筑、裂缝灌浆及帷幕和固结灌浆等施工。

- 第二次：1982年6月－1986年6月。由于1969年7月发生洪水漫坝事故，对大坝加高1.5米，溢洪道增建一孔，使最大泄洪能力达到7540立方米每秒。

- 第三次：2002年10月－2005年4月。观测发现大坝河床段坝垛向下游位移量值普遍增大，虽经前两次加固，仍存在坝身裂缝严重。经鉴定，防洪标准不足，存在安全隐患，属三类坝。故采用高压固结灌浆和钢纤维喷射混凝土等新技术对大坝全面加固。[1]

## 防洪与灌溉
1954年水库建成当年，时值流域内特大洪水，大坝将洪峰6350立方米每秒，削减为600立方米每秒，有效消除了下游水灾。之后大坝历经多次加固改造，蓄洪能力不断增强。随着流域内多座水库的建设，其防洪压力不断减小。佛子岭水库是淠史杭灌区的骨干工程和重要水源，其水灌溉六安、合肥、巢湖等地区，累计灌溉农田300多万亩（20多万公顷），耕地15967亩（1064.5公顷），年均提供灌溉用水11亿立方米。水库的修建为灌区大大增强了防汛抗旱能力，使江淮地区成为了稳定高产的粮产基地。

## 旅游
佛子岭水库距离合肥市140余公里，驱车一日内可以游览。库区山清水秀，丛峦叠翠，环境优美，是“国家AAA级旅游区”和“国家水利风景区”，其所在大别山区是华东地区最后的原始森林。站在七十余米高的坝顶上，上临平湖，下俯空谷，青山绿水尽收眼底，是极佳的观景点。坝身拱垛上刻有毛泽东手迹“一定要把淮河修好”八个巨型红色大字，这一富有浓郁时代特色的标语成为了该坝的特色之一，近些年来慕名而来参观游人不断增多。

## 相关文艺作品
中华人民共和国成立后，以反映社会主义建设为题材的文艺作品大量涌现。这一时期的作品风格热情澎湃，激越高亢，有着浓厚的意识形态色彩和时代特征。佛子岭水库的修建一时成为了当时的热门题材，相关宣传部门组织了吴作人，关山月等艺术家参观建设工地，创作了一批包括小说、散文、评弹在内的文艺作品。这些作品当时在大陆地区家喻户晓，成为一代人集体的记忆。
- 《到佛子岭去》- 散文，章靳以作，1954
- 《佛子岭水库》- 油画，吴作人作，1955
- 《移山记》- 小说，陈登科作，1954
- 《在佛子岭水库工地》- 木刻，张怀江作，1955
- 《在佛子岭人造湖上》- 木刻，郑震作，1958
- 《一定要把淮河修好》- 苏州评弹，蒋月泉等